# Let's Kill Ward's Wife
Let's Kill Ward's Wife è un film del 2014 scritto e diretto da Scott Foley.
Il film è una commedia nera che segna il debutto alla regia di Scott Foley, interpretato dallo stesso Foley assieme a Patrick Wilson, Donald Faison e James Carpinello. Foley, Wilson e Carpinello sono anche produttori del film assieme a Joe Hardesty.

## Trama
David, Tom e Ronnie pianificano di uccidere l'autoritaria moglie del loro amico Ward. Quando la donna muore per cause accidentali, il gruppo di amici dovrà trovare il modo di occultare il cadavere.

## Distribuzione
Il film è stato distribuito attraverso piattaforme di video on demand e iTunes dal 23 dicembre 2014, ha poi avuto una distribuzione limitata nelle sale statunitensi dal 9 gennaio 2015. Il film è uscito in Blu-ray Disc e DVD dal 3 marzo 2015.